# Regeringen tijdens het Tweede Franse Keizerrijk
Er waren vier regeringen tijdens het Tweede Franse keizerrijk. De eerste twee regeringen kenden geen eerste minister en werden geleid door keizer Napoleon III. In de nadagen van het Keizerrijk volgden drie kortstondige regeringen, die wel een eerste minister als regeringsleider kende.
Tijdens het Tweede Franse Keizerrijk kende Frankrijk volgende regeringen:
| Nr. | Regering         | Premier                                               | Premier                                               | Staatshoofd  | Staatshoofd      | Van              | Tot          | Periode              |
| --- | ---------------- | ----------------------------------------------------- | ----------------------------------------------------- | ------------ | ---------------- | ---------------- | ------------ | -------------------- |
| 1   | Bonaparte III    | geen (regering onder leiding van keizer Napoleon III) | geen (regering onder leiding van keizer Napoleon III) | Napoleon III |                  | 12 december 1852 | 17 juli 1869 | 16 jaar en 227 dagen |
| 2   | Bonaparte IV     | geen (regering onder leiding van keizer Napoleon III) | geen (regering onder leiding van keizer Napoleon III) | Napoleon III | 17 juli 1869     | 2 januari 1870   | 169 dagen    |                      |
| 3   | Ollivier         | Émile Ollivier                                        |                                                       | Napoleon III | 2 januari 1870   | 10 augustus 1870 | 220 dagen    |                      |
| 4   | Cousin-Montauban | Charles Cousin-Montauban                              |                                                       | Napoleon III | 10 augustus 1870 | 4 september 1870 | 25 dagen     |                      |